# Хоторнс
Хоторнс (енгл. The Hawthorns) јесте фудбалски стадион у Вест Бромичу, Западни Мидландс, Енглеска. На њему своје домаће утакмице игра Вест Бромич албион. Капацитет стадиона је 26.688 седећих места.
Градња стадиона је започела маја 1900, а отворен је септембра исте године. Прва утакмица одиграна је 3. септембра 1900. измечу Албиона и Дарби Каунтија пред 20.404 гледалаца. Највећа посета на стадион је забележена 1937. на утакмици са Арсеналом, којој је присуствовало 64.815 гледалаца.
Налази се на надморској висини од 168 метара, тако да је то стадион на највећој висини од свих 91 стадиона у четири професионалне енглеске лиге.

## Утакмице фудбалске репрезентације Енглеске
| Date              |          | Result |         | Competition                |
| ----------------- | -------- | ------ | ------- | -------------------------- |
| 21. октобар 1922. | Енглеска | 2:0    | Ирска   | Британско домаће првенство |
| 8. децембар 1924. | Енглеска | 4:0    | Белгија | Међународна пријатељска    |
| 20. октобар 1945. | Енглеска | 0:1    | Велс    | Британско домаће првенство |